# Hans Labohm
Hans H.J. Labohm (* 1941) ist ein niederländischer Ökonom und Publizist. Er ist Mitglied der niederländischen Partei VVD.
Er studierte Ökonomie und Wirtschaftsgeschichte an der Universität von Amsterdam. Von 1987 bis 1992 war er ständiger Vertreter der Niederlande bei der OECD und Mitglied des DAC der OECD in Paris.
Er schreibt u. a. für de Volkskrant, Het Financieele Dagblad, Trouw und NRC Handelsblad.
Labohm gilt als einer der führenden Köpfe der Klimaleugnerbewegung und ist Mitglied verschiedener Klimaleugnerorganisationen, unter anderem bei der International Climate Science Coalition, CFACT, EIKE und dem Heartland Institute. 2017 trat er bei einer von EIKE und CFACT veranstalteten „Klimakonferenz“ in Düsseldorf auf.

## Werke (Auswahl)
als Autor
- Man-Made Global Warming. Unravelling a Dogma. Multi Science Publ., Brentwood 2004, ISBN 0-906522-25-0 (zusammen Simon Rozendaal und Dick Thoenes).

als Herausgeber
- Cannons and Canons. Clingendael Views of Global and Regional Politics. Royal van Gorkum, Assen 2003, ISBN 90-232-3962-8 (zusammen mit Alfred Van Staden und Jan Rood).